# Вигне
Вигне (словац. Vyhne) — село, громада округу Ж'яр-над-Гроном, Банськобистрицький край, центральна Словаччина, регіон Теков. Кадастрова площа громади — 18,34 км². Протікає Вигнянський потік.
Населення 1198 осіб (станом на 31 грудня 2017 року).

## Історія
Вигне згадується в 1256 році.

## Населення
| Рік:            | 1994. | 2004.    | 2014.   | 2024.   |
| --------------- | ----- | -------- | ------- | ------- |
| Кількість осіб: | 1515  | 1341     | 1227    | 1117    |
| Різниця:        |       | -11,48 % | -8,50 % | -8,96 % |

| Рік:            | 2023. | 2024. |
| --------------- | ----- | ----- |
| Кількість осіб: | 1117  | 1117  |
| Різниця:        |       | +0 %  |